# Trigonodes hyppasia
Trigonodes hyppasia is een vlinder uit de familie spinneruilen (Erebidae). De wetenschappelijke naam is voor het eerst geldig gepubliceerd in 1779 door Cramer.
De soort komt voor in tropisch Afrika.